# Arrondissement de la Basse-Terre
Arrondissement de la Basse-Terre (franska: Basse-Terre) är ett arrondissement i Guadeloupe (Frankrike).   Det ligger i departementet Guadeloupe och regionen Guadeloupe, i den centrala delen av Guadeloupe, 20 km norr om huvudstaden Basse-Terre. Antalet invånare är 189 454.